# Winterthur
Winterthur este un oraș în cantonul Zürich din Elveția. În dialectul local este uneori abreviat Winti.
Orașul este situat în partea estică a bazinului râului Töss. Zürich este situat la sud-vest de Winterthur. În perioada romană, orașul era cunoscut sub numele de Vitudurum / Vitodurum.
Conții de Kyburg au fondat orașul în 1175. Carta includea multe privilegii pentru oraș. În 1264 dinastia Habsburg a moștenit orașul. L-au vândut orașului Zürich în 1467.

## Personalități născute aici
- Max Bill (1908 - 1994), arhitect, artist.